# Bonny Doon (California)
Boony Doon è un census-designated place degli Stati Uniti d'America, nello stato della California, nella Contea di Santa Cruz. Nel 2010 contava 2 678 abitanti.